# Puy de Chalard
Der Puy de Chalard ist ein erloschener Vulkan im französischen Département Puy-de-Dôme, der zur Chaîne des Puys gehört. Er ist aus kaliumreichen Trachybasalt aufgebaut.

## Geographie
Der Puy de Chalard, auch Puy du Chalard oder nur Puy-Chalard bzw. Puy Chalard, liegt auf dem Gebiet der Gemeinde Manzat, rund 40 Kilometer nordwestlich von Clermont-Ferrand, zirka 7 Kilometer westlich der Randstörung des oligozänen Limagne-Grabens. Er ist nach dem Gour de Tazenat, der sich 2,5 Kilometer weiter nordnordöstlich anschließt, die zweitnördlichste Vulkanstruktur in der Chaîne des Puys. Sieben Kilometer südlich befindet sich das Maar de Beaunit.  Dieser für die Chaîne des Puys recht große Abstand zwischen Vulkanzentren wird auf halbem Weg jedoch von zwei kleinen Basaltvorkommen (Auswurfmassen eines basaltischen Maares) am Puy de Roche Noire unterbrochen.

## Geologie

### Einführung
Die Chaîne des Puys ist der jüngste Vulkanbezirk Frankreichs mit typisch alkalinem Intraplattenvulkanismus. Sie kann über 100 Vulkanzentren vorweisen, die über einem gewölbten Horst des variszischen Grundgebirges, dem Plateau des Dômes,  angelegt wurden. Dieses Plateau besteht im Norden aus Rhyolithtuffen des Viséums, weiter im Süden jedoch aus peralkalischen Granitoiden des Oberkarbons sowie migmatitschen Gneisen des frühen Paläozoikums. Es wird im Osten vom Limagnegraben und im Westen vom Graben von Olby (Fossé d’Olby) begrenzt. Die Vulkane sind über eine Distanz von 30 Kilometer in einem 3 bis 4 Kilometer breiten Band in Nord-Süd-Richtung aufgereiht und verlaufen somit parallel zur Randstörung des Limagnegrabens. 
Der Vulkanismus setzte gegen 100.000 Jahre BP ein und überdauerte bis 5.000 Jahre BP, wobei der Hauptteil der Vulkanzentren zwischen 13.500 und 7.000 Jahre BP entstand, mit einem Maximum bei 10.000 Jahre BP für die Basalte. Es ist fraglich, ob er mittlerweile vollkommen erloschen ist. Die geförderten Magmen bilden eine durch fraktionierte Kristallisation differenzierte Magmenserie, die von kaliumreichen Alkalibasalten über Mugearite und Benmoreite (selten) bis hin zu  Trachyten reicht. Es wurden insgesamt rund 8 Kubikkilometer an basaltischen Laven sowie 1 bis 2 Kubikkilometer als zähflüssige Lavadome aufgedrungene Trachyderivate gebildet.

### Beschreibung

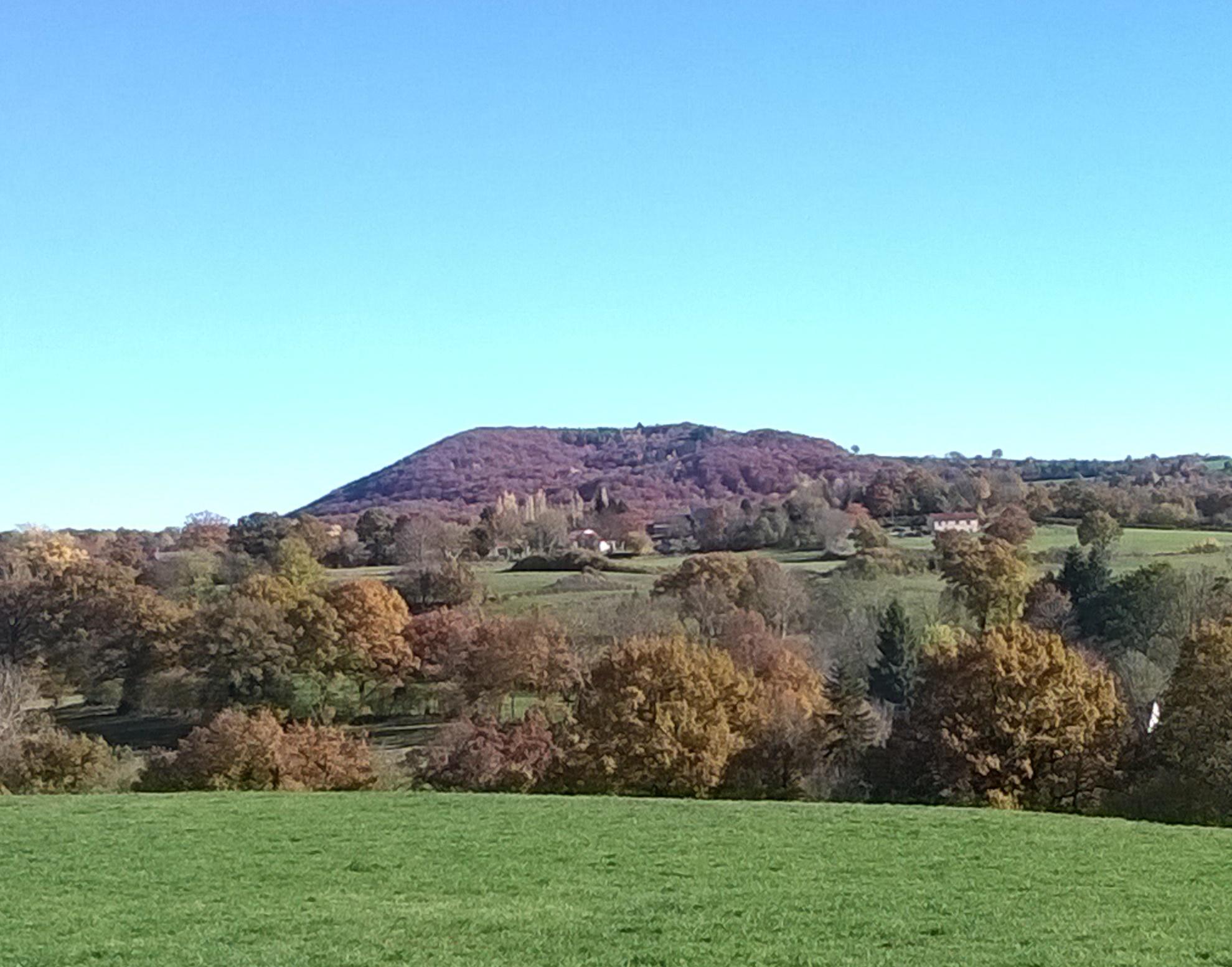
Der Puy de Chalard von Nordwesten

Der Nordabschnitt der Chaîne des Puys wird von phreatomagmatischen Vulkankonstrukten gekennzeichnet. Hierzu gehören neben dem Puy de Chalard, der einem verborgenen Maar aufsitzt, der Gour de Tazenat, das Maar de Beaunit und das Maar de Laty. All diese Strukturen befinden sich an einer Störungszone, die eine Aufwölbung im hier vorwiegend granitischen Grundgebirge durchzieht.
Der Puy de Chalard ist ein Kompositvulkan wie sie in der Chaîne des Puys, im Devès und im Cézallier recht häufig vorkommen. Er besteht aus einem phreatomagmatischen Maar und einem magmatischen, strombolianischen Schlackenkegel trachybasaltischer Zusammensetzung. Eine Explosion hat anschließend einen Teil seiner Nordwestflanke herausgesprengt und einen ebenfalls trachybasaltischen Lavastrom nach Nordwesten entsandt. Das Maar war zuerst entstanden und dann nahezu  vollkommen von dem sich darüber aufbauenden Schlackenkegel überdeckt worden.
Vom ursprünglichen Maar ist nicht mehr viel erhalten geblieben, seine Ausmaße lassen sich aber noch geomorphologisch anhand einer nahezu kreisrunden Depression im Gelände erkennen, in deren Zentrum der spätere Schlackenkegel aufgeworfen wurde. Der Maarrand wird ferner durch Grundgebirgsaufschlüsse markiert.
Östlich vom Weiler Touzet (südlich vom Puy de Chalard gelegen) lassen sich noch Auswurfbrekzien des Maars erkennen. Sie besitzen eine Mächtigkeit von 6 bis 7 Meter und fallen wahrscheinlich wegen des vorhandenen Paläoreliefs leicht nach Nordwesten ein. Die anstehenden Brekzien bestehen aus eckigen Bruchstücken von Granit, Mikrogranit, Rhyolithtuffen des Viséums, sowie aus Lapilli und Basaltblöcken, darunter einige mit „Brotkrustenstruktur“.

## Petrologie
Der ausgetretene Lavastrom ist ein kaliumreicher Trachybasalt. Er führt als Phänokristalle Klinopyroxen, Olivin und Plagioklas. In seiner Grundmasse finden sich Mikrokristalle von Plagioklas, Magnetit und Apatit.
Für den Trachybasalt wurde folgende chemische Zusammensetzung ermittelt:
| Oxid Gew. % | Trachybasalt | Spurenelement | ppm  |
| ----------- | ------------ | ------------- | ---- |
| SiO2        | 47,76        | Sc            | 25,9 |
| TiO2        | 2,19         | V             | 243  |
| Al2O3       | 16,01        | Cr            | 114  |
| Fe2O3       | 11,56        | Co            | 34   |
| MnO         | 0,19         | Ni            | 54   |
| MgO         | 6,37         | Zn            | 79   |
| CaO         | 9,40         | Rb            | 50   |
| Na2O        | 3,50         | Sr            | 690  |
| K2O         | 1,72         | Zr            | 225  |
| P2O5        | 0,57         | Ba            | 546  |
| H2O         | 0,39         | La            | 48,7 |

## Alter
Durch eine Probennahme an der Nordwestflanke des Vulkans konnte Guérin (1983) mittels Thermoluminiszenz ein Alter von 51.050 ±7.900 Jahre BP ermitteln.